# Боденштайн (замок)
Крепость Боденштайн (нем. Burg Bodenstein или нем. Schloss Bodenstein) — средневековый замок, стоящий на холме в горах на севере района Айхсфельд федеральной земли Тюрингия в Германии. В долине перед холмом расположена деревня Виницингероде (нем. Wintzingerode), ближайший город — Лайнефельде-Ворбис.
Начал свою историю как маленький пограничный пост между Франками и Саксами. Не единожды менял владельца, пока не был отдан под летнюю дачу Евангелической церкви в центральной Германии. Также замок является своеобразным районным дворцом конгрессов, конференц-залов и центром семейного отдыха.

## История
Первые укрепления на месте замка стали появляться во время правления первых представителей Саксонской династии, как небольшой пограничный пост между владениями франков и саксов. Первым хозяином крепости был, вероятно, герцог Саксонии Генрих I Птицелов. Другим основным предназначением замка была защита франкских земель от набегов венгров. С приходом к власти Салической династии в лице её представителя Генриха IV, замок перешёл к породнившемуся с Саксонской династией Оттону Нортхеймскому.
Вскоре старые укрепления были существенно перестроены. Новый по сути замок был построен из природного камня. Хорошо защищённая крепость быстро стала своеобразной штаб-квартирой и основным форпостом Саксонской династии на севере. Замку в военном и политическом плане противопоставлялся ничуть не хуже укреплённый Монастырь Беерен. Однако последний лишился влияния также быстро, как и приобрёл его.
В 1275 году замок перешёл в руки династии Вельфов. В 1293 году хозяином крепости стал Генрих I. В 1322 году замок ненадолго приобрёл дворянский род Хонштайнов. Через 5 лет Вельфы вернули себе фортификацию, а ещё через 10 лет, с финансовой помощью помещика из соседней деревни Ганса фон Винцингероде, хозяина другого тюрингского замка Отто фон Рустеберга, мануфактурщика Бертолда фон Ворбиса и Гейнриха Вольфа, дворец перестроили.
Свежеотстроенный замок переходил из рук в руки ещё около века, пока семейство Винцингероде окончательно не присвоило себе крепость в 1448 году. Дворянская династия владела замком не менее полутысячелетия, фортификацию отторгнули в 1945 году. Пользуясь своим общественным и финансовым положением, Рустеберги и Ворбисы не раз предпринимали попытки отнять крепость. Наиболее известный из конфликтов пришёлся на 1593 год.

## Галерея

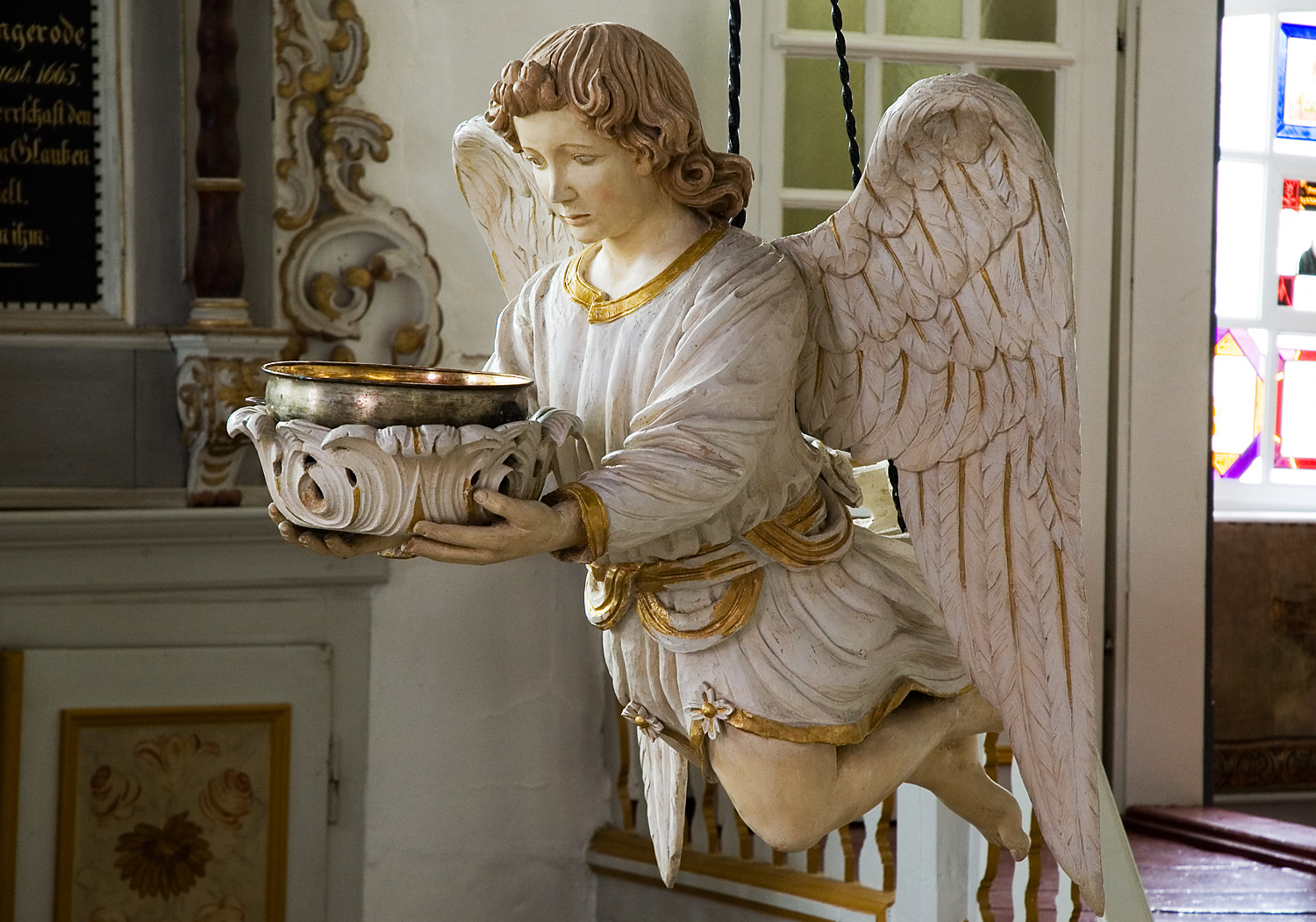
Крещение в часовне
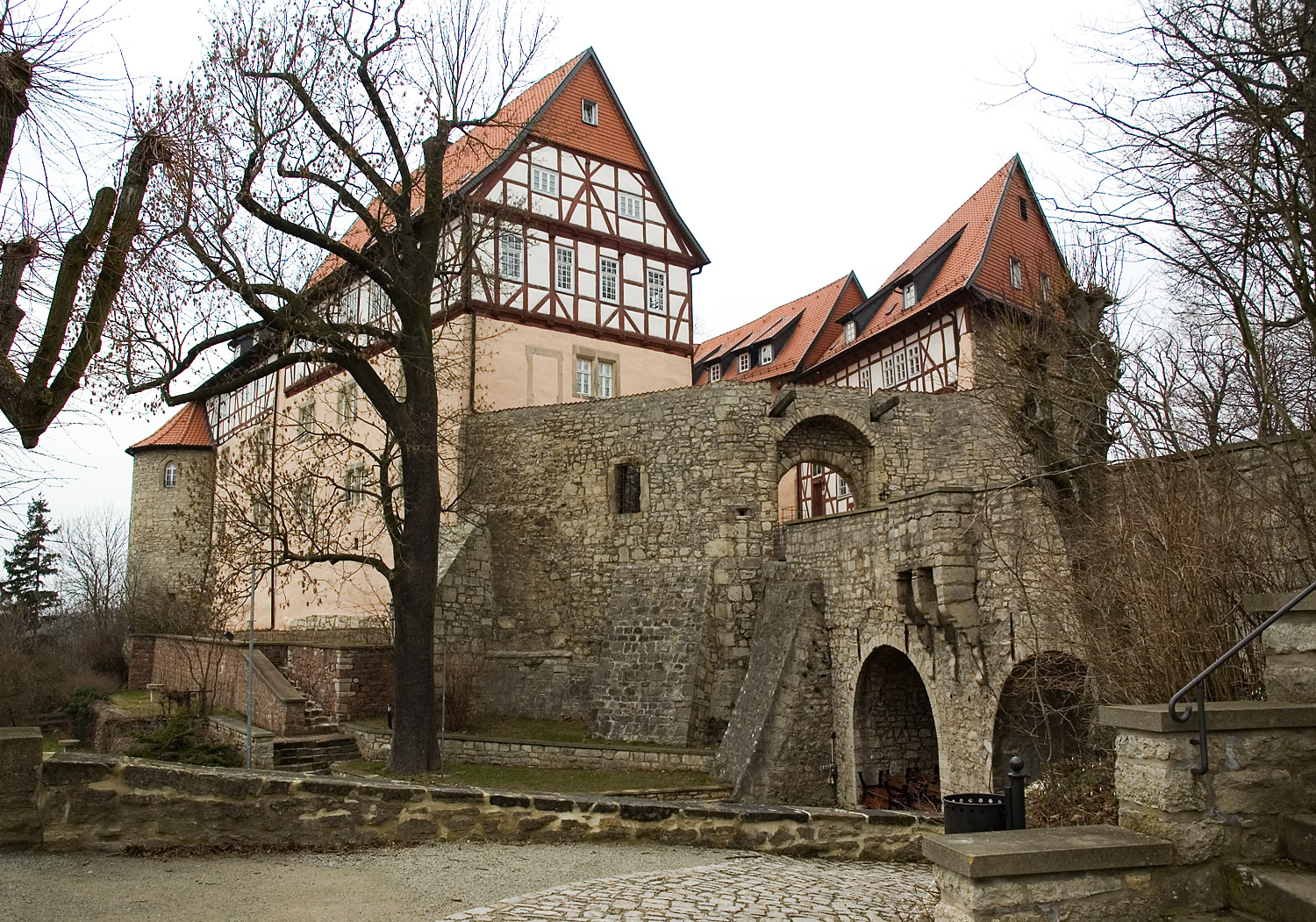
Вид на замок
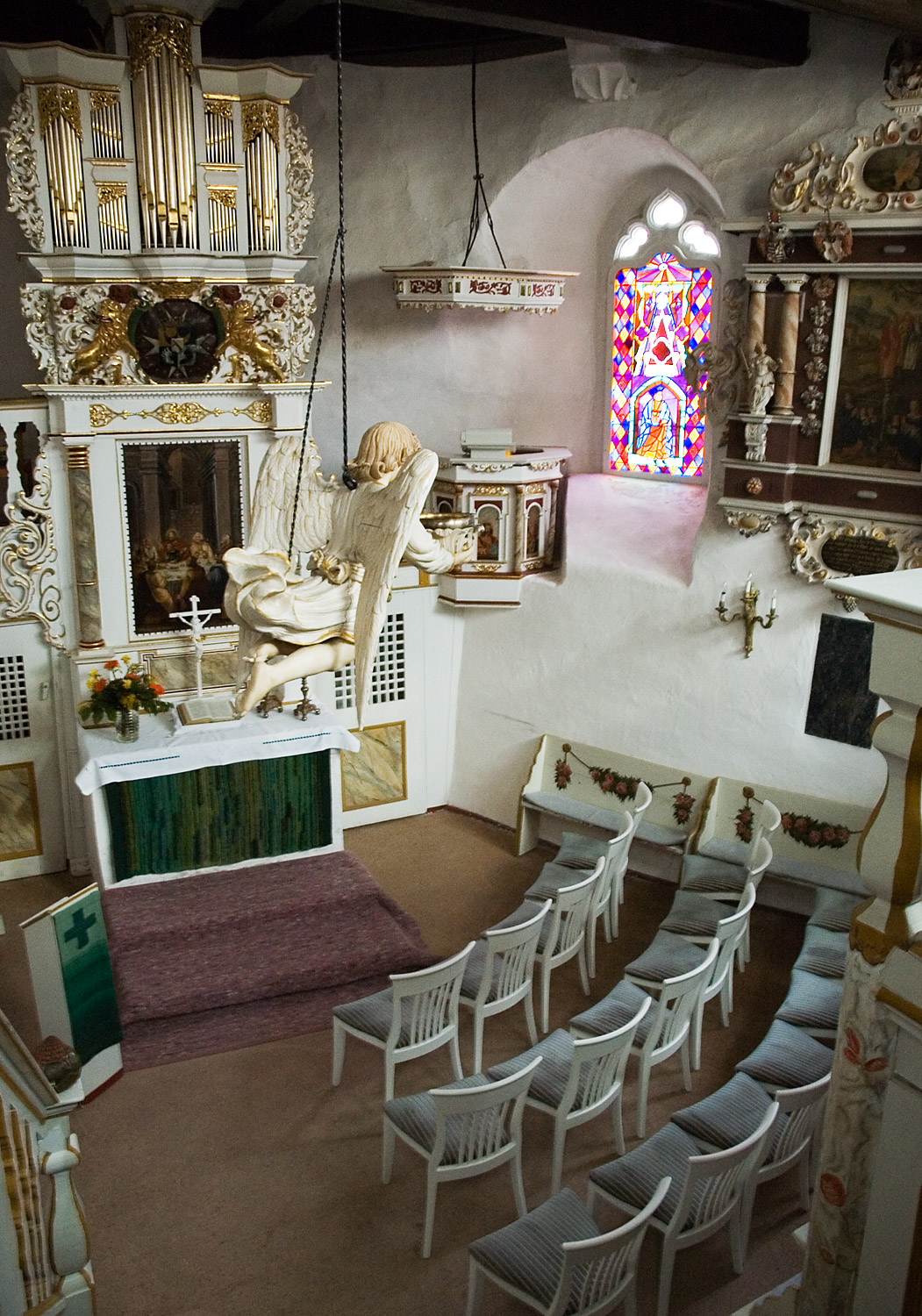
Интерьер часовни
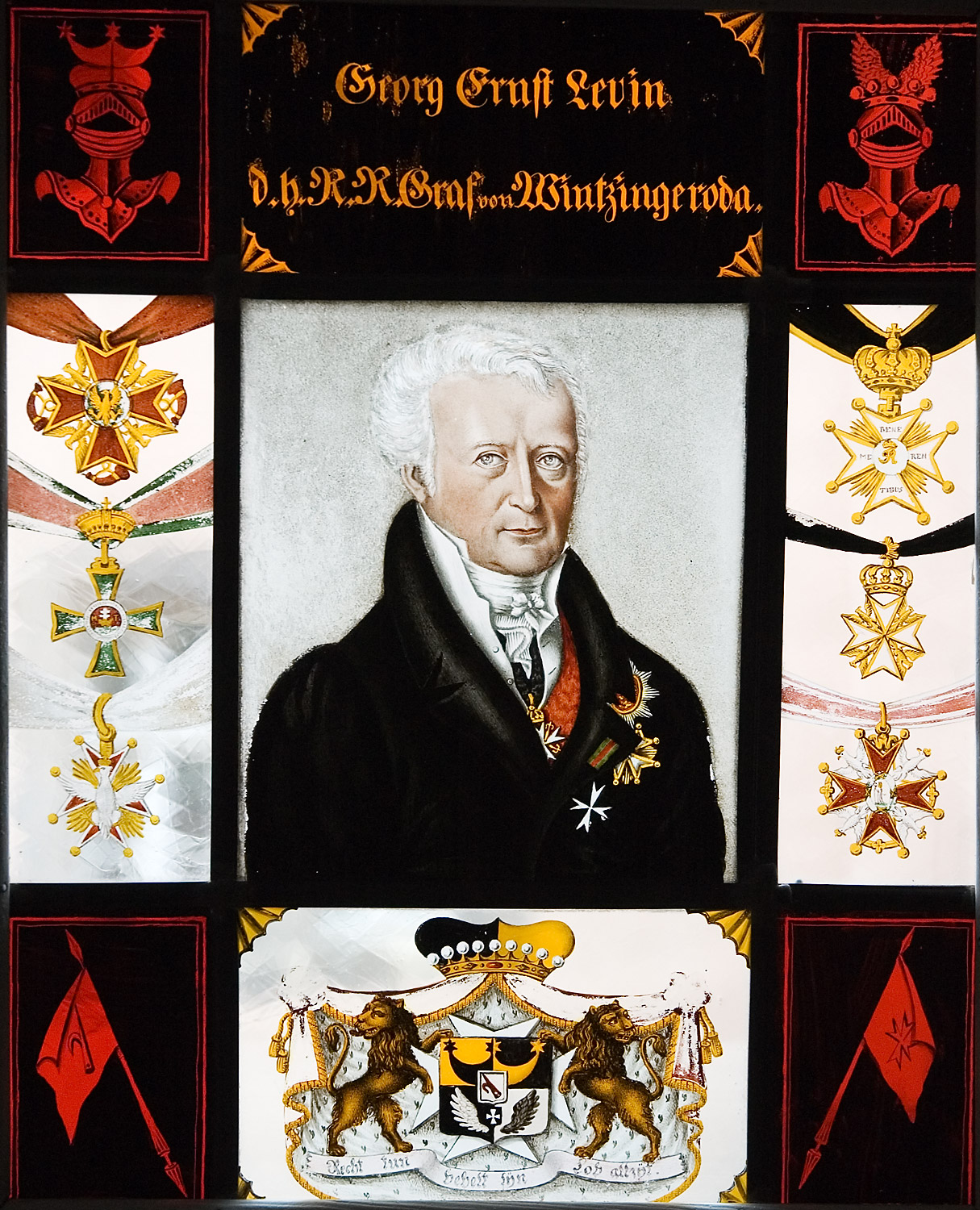
Витраж с портретом в часовне